# Proscoporhinini
Proscoporhinini es una tribu de coleópteros polífagos de la familia Anthribidae. Contiene los siguientes géneros:

## Géneros
- Antribisomus Perroud, 1865
- Proscoporhinus Montrouzier, 1861